# 川東站 (福島縣)
川東站（日语：／ Kawahigashi eki */?）是位於福島縣須賀川市小作田字西館132號，屬於東日本旅客鐵道（JR東日本）的水郡線車站。

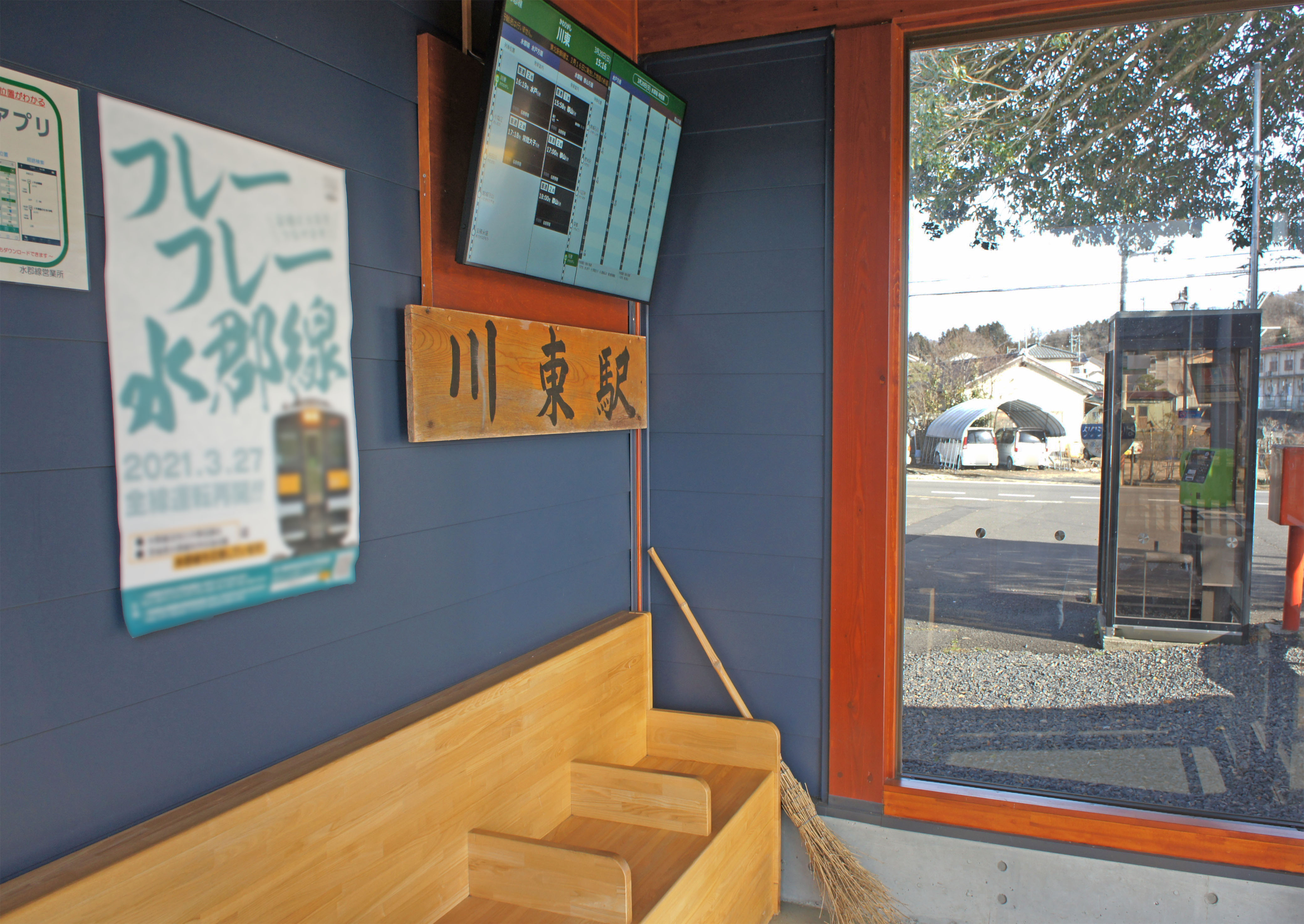
候車室内(2022年3月)

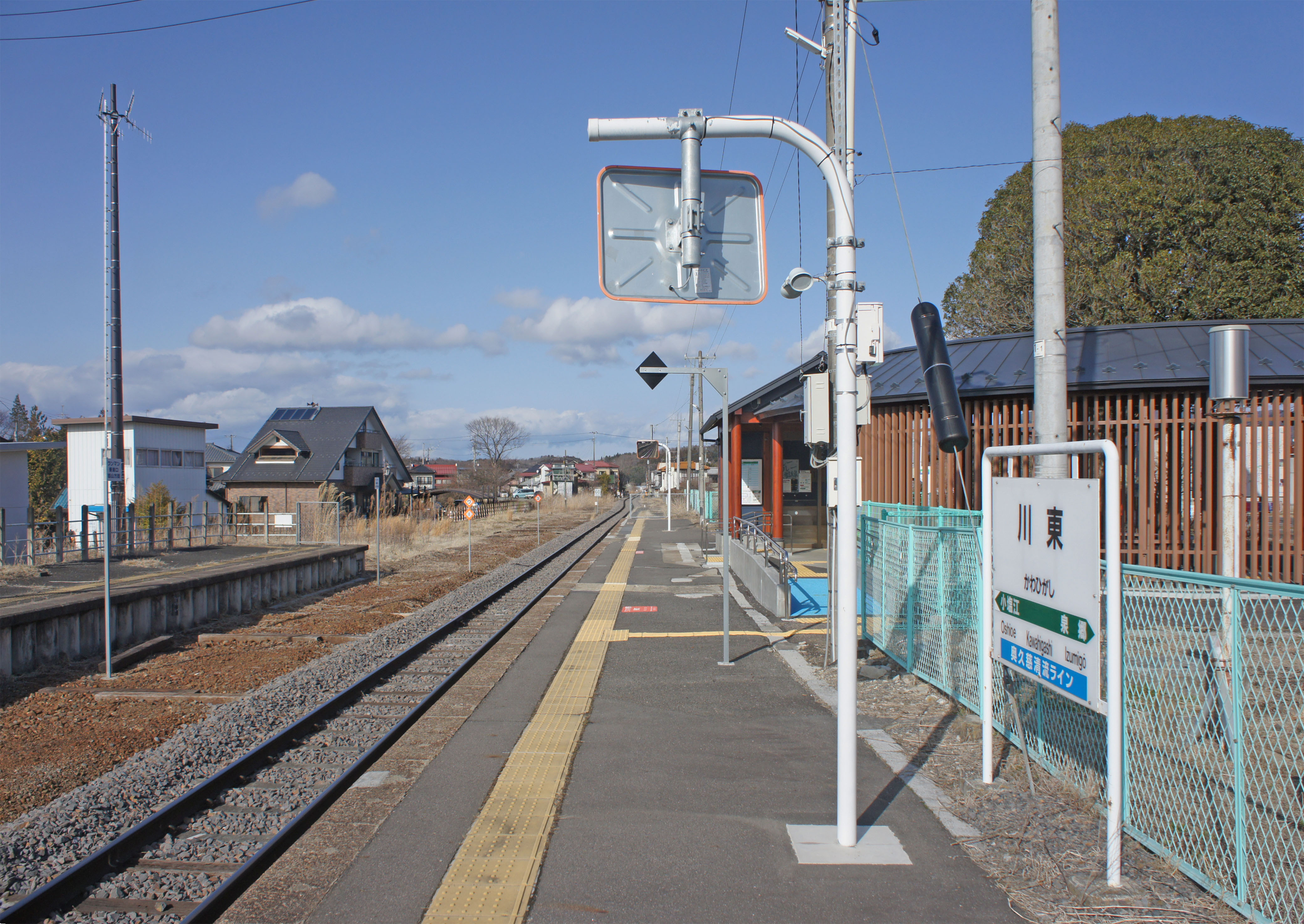
月台(2022年3月)

## 歷史

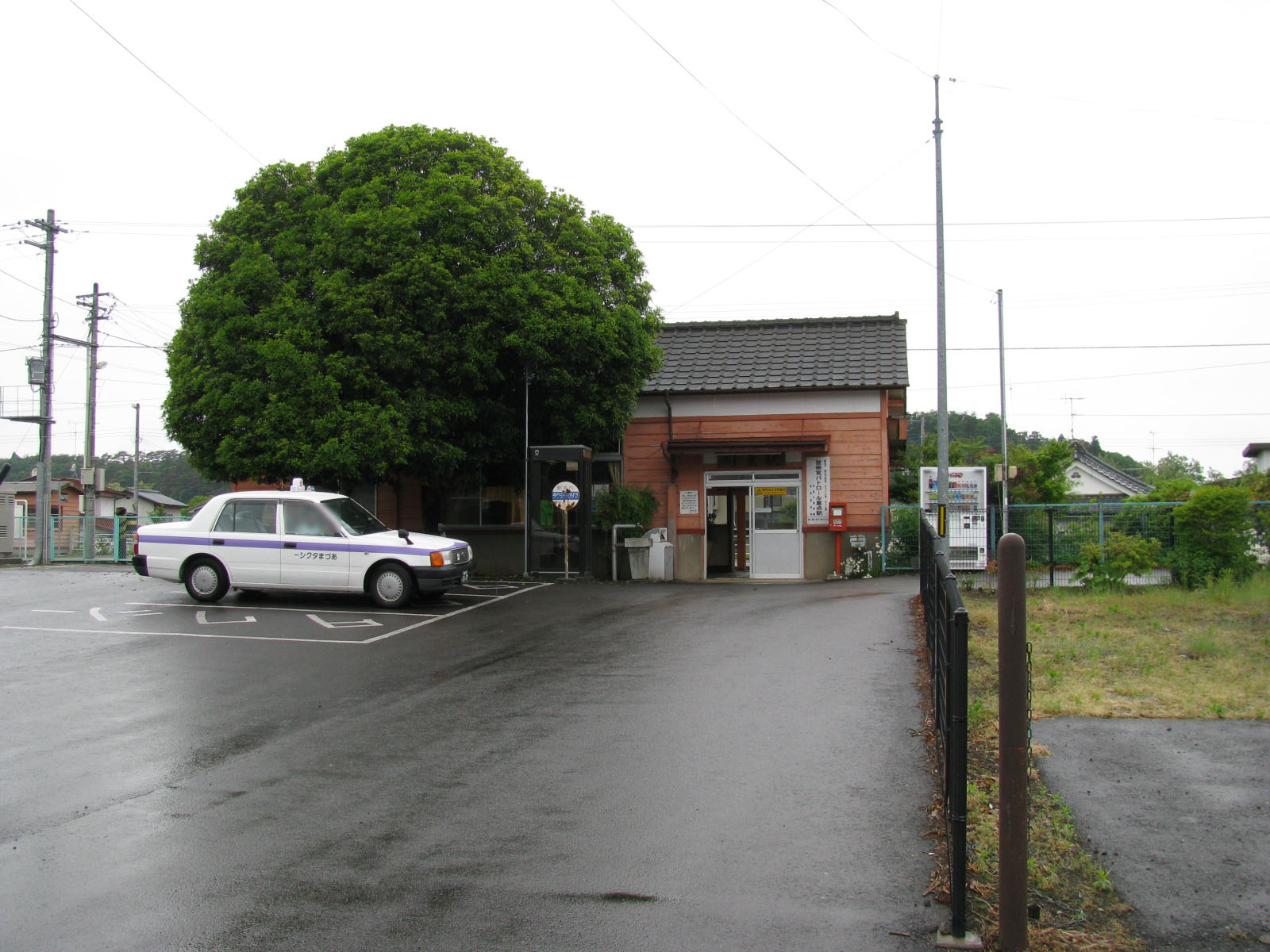
舊站房(2008年5月)

- 1931年（昭和6年）10月30日：水郡北線終點站啟用[1]。
- 1934年（昭和9年）12月4日：磐城棚倉至川東之間開通，水郡線全線開通（水郡北線改名為水郡線）[2]。
- 1983年（昭和58年）6月1日：水郡線CTC化。此站成為無人車站。此站繼續設有列車交會設備。車站大樓內委托地方公共團體車票發售車票（簡易委託）。
- 1987年（昭和62年）4月1日：伴隨國鐵分割民營化，車站由東日本旅客鐵道（JR東日本）營運[3]。
- 2014年（平成26年）10月26日：2號月台停止使用。

## 車站構造
此站是地面車站，設有1面1線的單式月台。此站曾設有2面2線的相對式月台，舊2號月台的路軌和跨線橋已經撒走。此站是由常陸大子站管理的無人車站。站內的廁所在2018年翻新，為一座懷舊貨倉建築物。本站的站房則在2020年進行翻新。

## 利用狀況
| 乘車人次變化       | 乘車人次變化     | 乘車人次變化    |
| 年度               | 1日平均 乘車人次 | 參考資料        |
| ------------------ | ---------------- | --------------- |
| 2001年（平成13年） | 108              | [ 利用客数 1 ]  |
| 2002年（平成14年） | 98               | [ 利用客数 2 ]  |
| 2003年（平成15年） | 104              | [ 利用客数 3 ]  |
| 2004年（平成16年） | 108              | [ 利用客数 4 ]  |
| 2005年（平成17年） | 102              | [ 利用客数 5 ]  |
| 2006年（平成18年） | 87               | [ 利用客数 6 ]  |
| 2007年（平成19年） | 79               | [ 利用客数 7 ]  |
| 2008年（平成20年） | 86               | [ 利用客数 8 ]  |
| 2009年（平成21年） | 75               | [ 利用客数 9 ]  |
| 2010年（平成22年） | 68               | [ 利用客数 10 ] |
| 2011年（平成23年） | 61               | [ 利用客数 11 ] |
| 2012年（平成24年） | 70               | [ 利用客数 12 ] |
| 2013年（平成25年） | 70               | [ 利用客数 13 ] |
| 2014年（平成26年） | 71               | [ 利用客数 14 ] |
| 2015年（平成27年） | 68               | [ 利用客数 15 ] |

## 車站周邊
- 福島縣道138號母畑須賀川線（日语：福島県道138号母畑須賀川線）
- 福島縣道180號川東停車場線（日语：福島県道180号川東停車場線）
- 和田之大佛（日语：和田大仏及び横穴墓群）
- 須賀川牡丹園（日语：須賀川牡丹園）
- 阿武隈川
- 須賀川市政廳 大東出張所
- 川東郵局
- 小作田公園

## 巴士路線
最近的巴士站是在福島縣道138號上的「川東」。
| 乘車處 | 系統          | 主要途經             | 目的地     | 巴士公司 | 備註 |
| ------ | ------------- | -------------------- | ---------- | -------- | ---- |
|        | 經母畑 石川線 | 北上野、中町         | 須賀川站前 | 福島交通 |      |
|        | 經母畑 石川線 | 狸森、古宿、母畑元湯 | 石川站     | 福島交通 |      |

## 相鄰車站
東日本旅客鐵道（JR東日本）
■水郡線
泉鄉－川東－小鹽江

## 注腳

### 使用狀況
1. ↑  . 東日本旅客鉄道.   [2019-03-01]. （原始内容存档于2019-04-02） （日语）.
2. ↑  . 東日本旅客鉄道.   [2019-03-01]. （原始内容存档于2019-04-02） （日语）.
3. ↑  . 東日本旅客鉄道.   [2019-03-01]. （原始内容存档于2019-04-02） （日语）.
4. ↑  . 東日本旅客鉄道.   [2019-03-01]. （原始内容存档于2019-04-02） （日语）.
5. ↑  . 東日本旅客鉄道.   [2019-03-01]. （原始内容存档于2017-08-08） （日语）.
6. ↑  . 東日本旅客鉄道.   [2019-03-01]. （原始内容存档于2019-03-27） （日语）.
7. ↑  . 東日本旅客鉄道.   [2019-03-01]. （原始内容存档于2017-08-08） （日语）.
8. ↑  . 東日本旅客鉄道.   [2019-03-01]. （原始内容存档于2019-04-02） （日语）.
9. ↑  . 東日本旅客鉄道.   [2019-03-01]. （原始内容存档于2019-04-02） （日语）.
10. ↑  . 東日本旅客鉄道.   [2019-03-01]. （原始内容存档于2016-03-27） （日语）.
11. ↑  . 東日本旅客鉄道.   [2019-03-01]. （原始内容存档于2019-03-26） （日语）.
12. ↑  . 東日本旅客鉄道.   [2019-03-01]. （原始内容存档于2019-04-02） （日语）.
13. ↑  . 東日本旅客鉄道.   [2019-03-01]. （原始内容存档于2016-03-04） （日语）.
14. ↑  . 東日本旅客鉄道.   [2019-03-01]. （原始内容存档于2019-03-26） （日语）.
15. ↑  第131回福島縣統計年鑑 （页面存档备份，存于）（日語）

## 外部連結
- 車站資訊（川東）：東日本旅客鐵道（日語）